# 10880 Kaguya
10880 Kaguya (tên chỉ định: 1996 VN4) là một tiểu hành tinh vành đai chính. Nó được phát hiện bởi Naoto Sato ở Đài thiên văn Chichibu ngày 6 tháng 11 năm 1996. Nó được đặt theo tên the 2007 SELENE spacecraft, nicknamed Kaguya.